# Kronštadt
Kronštadt (rusky Кронштадт, z německého Krone (koruna) a Stadt (město)) je opevněné město na ostrově Kotlin v Baltském moři.
Založil ho car Petr l. v roce 1703 jako pevnost na ochranu Petrohradu. Dnes tvoří coby Kronštadtský rajón (Кронштадтский район) jeden z rajónů Petrohradu, od něhož je vzdálen asi 30 km směrem na západ. Se severním břehem Finského zálivu je ostrov spojen hrází, po níž probíhá silnice; s jižním břehem (městem Lomonosov) jej do roku 2011 spojoval přívoz. V srpnu 2011 byl spolu s petrohradskou hrází dokončen petrohradský obchvat, takže i s jižním břehem je Kronštadt spojen dálnicí vedenou částečně po mostech a částečně podmořským tunelem. Žije zde přibližně 44 tisíc obyvatel.
V Kronštadtu je základna ruské Baltské flotily, střeží přístupy do Petrohradu. Do roku 1992 byl přístup cizincům na ostrovní pevnost odepřen (povolen byl až po rozpadu Sovětského svazu).

## Rodáci
- Nikolaj Stěpanovič Gumiljov, ruský básník, překladatel a kritik
- Světlana Medveděvová, manželka ruského politika Dmitrije Medveděva
- Pjotr Leonidovič Kapica, ruský a sovětský fyzik, nositel Nobelovy ceny za fyziku (1978)

## Partnerská města
- Derbent, Rusko